# Jurinidae
Jurinidae – wymarła rodzina owadów z rzędu Glosselytrodea.
Takson ten wprowadzony został w 1929 roku przez Michaiła Zalesskiego. Jego przedstawiciele znani są z permu, triasu i jury. Ich skamieniałości znajdowano na terenie Francji, Rosji, Chin, Kazachstanu, Kirgistanu i Australii.
Owady te miały wyraźny płat prekostalny na przednich skrzydłach żyłką otokową, która zwykle odgraniczała szerokie rozpłaszczone brzegi oraz z kilkoma innymi, głównie poziomymi żyłkami. W większej części skrzydeł wyraźne były obie żyłki otokowe: radialna i postkubitalna. Równolegle biegnące żyłki osiowe były do siebie zbliżone albo przynajmniej częściowo zlane. Nasada dyskowej części skrzydła była wciśnięta między płat prekostalny a analny i całkowicie zapełniona przez szypułki sektora radialnego, żyłki medialnej i przedniej żyłki kubitalnej. Środek części dyskowej miał najwyżej 8 rzędów komórek.
Do rodziny tej zalicza się następujące rodzaje:
- †Eoglosselytrum O. Martynova, 1952
- †Isadelytron Rasnitsyn et Aristov 2013
- †Ladinoglosselytron Hong, 2007
- †Mesojurina O. Martynova, 1943
- †Protojurina O. Martynova, 1958
- †Shaanxiglosselytron Hong, 2007
- †Sinoglosselytron Hong, 2007
- †Surijoka O. Martynova, 1958